# Acústico en vivo (álbum de Emmanuel)
Acústico en vivo es el tercer álbum en vivo del cantante mexicano Emmanuel, publicado el 24 de octubre de 2011 por la compañía Universal. Fue filmado en los estudios Churubusco, en la Ciudad de México. Contiene la interpretación en vivo y diez canciones en formato CD; posteriormente fue lanzada una edición especial en 2012 que incluye 15 canciones en formato digital. Alcanzó  el puesto número treinta y dos de la lista Billboard Top Latin Albums —el tercer álbum de Emmanuel en entrar a la lista— y la canción «El Rey Azul» —originalmente del álbum En la soledad— alcanzó  el puesto número treinta y tres de la lista Billboard México Español Airplay

## Antecedentes

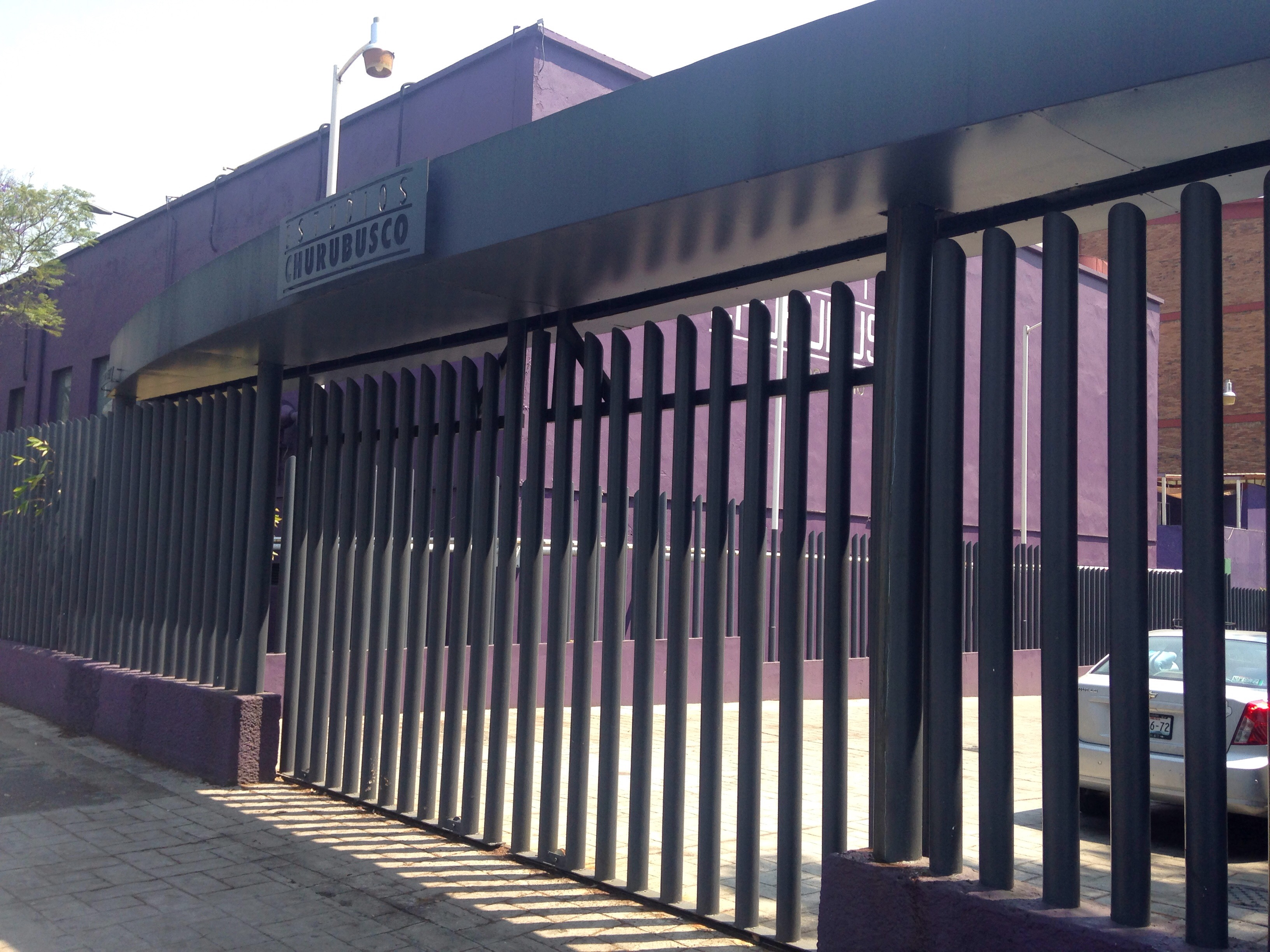
Imagen de la entrada de los estudios Churubusco, donde el álbum y las interpretaciones fueron grabadas.

A inicios de 2011, Emmanuel anuncio a medios de comunicación que estaba produciendo un álbum: «Estamos grabando el nuevo disco; creo que en marzo terminaremos y después de las vacaciones queremos arrancar de nuevo con las giras y los conciertos». Más tarde en una entrevista afirmó que «Es la primera vez que hacemos un disco en acústico [...] La primera idea es totalmente mía de hacer algo totalmente diferente, pero que mantenga la esencia».

## Recepción comercial
En los Estados Unidos, Acústico en vivo debutó en el Billboard Top Latin Albums en el número treinta y dos y el número once en el Latin Pop Albums. La canción del álbum «El Rey Azul» debutó en el puesto número cuarenta y cinco y alcanzó  el puesto número treinta y tres de la lista Billboard México Español Airplay. En México el álbum debutó en el AMPROFON Top 100 (álbumes más vendidos) en el número dos.
En su primer mes de lanzamiento, la Asociación Mexicana de Productores de Fonogramas y Videogramas certificó al álbum con un disco de platino, lo cual representa —con base en la certificación— más de 60 000 ventas; un año después fue certificado con triple platino equivalente a 180 000 ventas; y tres años después de su lanzamiento fue certificado como cuádruple platino representado un total de 240 000 ventas en México certificadas por AMPROFON.

## Lista de canciones
| Lista de canciones CD |                                                                                  |                                                           |          |  |
| N.º                   | Título                                                                           | Escritor(es)                                              | Duración |  |
| 1.                    | «El Rey Azul - En Vivo Los Estudios Churubusco México DF/2011»                   | Aldo Donati, Emmanuel                                     | 4:08     |  |
| 2.                    | «Tu Y Yo - En Vivo Los Estudios Churubusco México DF/2011»                       | Donatella Milani, Emmanuel, Enzo Ghinazzi, Paolo Barabani | 4:18     |  |
| 3.                    | «Insoportablemente Bella - En Vivo Los Estudios Churubusco México DF/2011»       | Ana Magdalena, Manuel Alejandro                           | 4:19     |  |
| 4.                    | «El Día Que Puedas - En Vivo Los Estudios Churubusco México DF/2011»             | Ana Magdalena, Manuel Alejandro                           | 5:00     |  |
| 5.                    | «Si Este Tiempo Pudiera Volver - En Vivo Los Estudios Churubusco México DF/2011» | Emmanuel, Shel Shapiro                                    | 4:06     |  |
| 6.                    | «En Otra Vida - En Vivo Los Estudios Churubusco México DF/2011»                  | Emmanuel, Gian Marco                                      | 3:39     |  |
| 7.                    | «Este Terco Corazón - En Vivo Los Estudios Churubusco México DF/2011»            | Ana Magdalena, Manuel Alejandro                           | 4:32     |  |
| 8.                    | «Bella Señora - En Vivo Los Estudios Churubusco México DF/2011»                  | Lucio Dalla, Mauro Malavasi                               | 3:51     |  |
| 9.                    | «Con Olor A Hierba - En Vivo Los Estudios Churubusco México DF/2011»             | Ana Magdalena, Manuel Alejandro                           | 3:11     |  |
| 10.                   | «Al Final - En Vivo Desde Los Estudios Churubusco México DF/2011»                | Roberto Cantoral                                          | 4:50     |  |

| Lista de canciones de la edición especial CD |                                                                                  |                                                           |          |  |
| N.º                                          | Título                                                                           | Escritor(es)                                              | Duración |  |
| 1.                                           | «El Rey Azul - En Vivo Los Estudios Churubusco México DF/2011»                   | Aldo Donati, Emmanuel                                     | 4:08     |  |
| 2.                                           | «Tu Y Yo - En Vivo Los Estudios Churubusco México DF/2011»                       | Donatella Milani, Emmanuel, Enzo Ghinazzi, Paolo Barabani | 4:18     |  |
| 3.                                           | «Insoportablemente Bella - En Vivo Los Estudios Churubusco México DF/2011»       | Ana Magdalena, Manuel Alejandro                           | 4:19     |  |
| 4.                                           | «El Día Que Puedas - En Vivo Los Estudios Churubusco México DF/2011»             | Ana Magdalena, Manuel Alejandro                           | 5:00     |  |
| 5.                                           | «Si Este Tiempo Pudiera Volver - En Vivo Los Estudios Churubusco México DF/2011» | Emmanuel, Shel Shapiro                                    | 4:06     |  |
| 6.                                           | «En Otra Vida - En Vivo Los Estudios Churubusco México DF/2011»                  | Emmanuel, Gian Marco                                      | 3:39     |  |
| 7.                                           | «Este Terco Corazón - En Vivo Los Estudios Churubusco México DF/2011»            | Ana Magdalena, Manuel Alejandro                           | 4:32     |  |
| 8.                                           | «Bella Señora - En Vivo Los Estudios Churubusco México DF/2011»                  | Lucio Dalla, Mauro Malavasi                               | 3:51     |  |
| 9.                                           | «Con Olor A Hierba - En Vivo Los Estudios Churubusco México DF/2011»             | Ana Magdalena, Manuel Alejandro                           | 3:11     |  |
| 10.                                          | «Al Final - En Vivo Desde Los Estudios Churubusco México DF/2011»                | Roberto Cantoral                                          | 4:50     |  |
| 11.                                          | «Toda La Vida - En Vivo Los Estudios Churubusco México DF/2011»                  | Lucio Dalla                                               | 5:10     |  |
| 12.                                          | «No He Podido Verte» (Interpretada por Chino & Nacho)                            | Juan Luis Guerra 4.40                                     | 03:59    |  |
| 13.                                          | «Pobre diablo» (Interpretada por Luis Fonsi)                                     | Ana Magdalena, Manuel Alejandro                           | 4:32     |  |
| 14.                                          | «Luces De Bohemia Para Elisa» (Interpretada por Paty Cantú)                      | José María Cano Andres                                    | 4:33     |  |
| 15.                                          | «Insoportablemente Bella» (Interpretada por Axel)                                | Ana Magdalena, Manuel Alejandro                           | 4:50     |  |
| 16.                                          | «Tu Y Yo» (Interpretada por Motel)                                               | Donatella Milani, Emmanuel, Enzo Ghinazzi, Paolo Barabani | 3:57     |  |

## Posicionamiento en listas

### Listas semanales
| País (Lista 2011 - 2012)                    | Posición más alta |
| ------------------------------------------- | ----------------- |
| Estados Unidos (Billboard Top Latin Albums) | 32                |
| Estados Unidos (Billboard Latin Pop Albums) | 11                |
| México (AMPROFON Top 100)                   | 2                 |

#### Canciones
| País (Lista 2011 - 2012)                  | Posición más alta     |
| El Rey Azul (En vivo)                     | El Rey Azul (En vivo) |
| ----------------------------------------- | --------------------- |
| México (Billboard México Español Airplay) | 33                    |

### Listas anuales
| País (Lista 2011)         | Posición más alta |
| ------------------------- | ----------------- |
| México (AMPROFON Top 100) | 15                |

## Certificaciones
| Región                                                           | Certificación | Unidades certificadas / Ventas |
| ---------------------------------------------------------------- | ------------- | ------------------------------ |
| México (AMPROFON)                                                | x4 Platino    | 240 000‡                       |
| ‡ Cifras de ventas + streaming basadas solo en la certificación. |               |                                |

## Videos
Emmanuel (2011). «Foro TV - Entrevista a Emmanuel». Foro TV (Foro TV) (Ciudad de México).
- Datos: Q110528036